# Ulmer Unke
Die Ulmer Unke ist ein undotierter deutscher Buchpreis für Kinder- und Jugendliteratur „von Kindern für Kinder“, der seit 2005 jährlich in Ulm vergeben wird.

## Beschreibung
Der Preis wurde im Jahr 2005 ins Leben gerufen; seit 2013 wird er in jeweils zwei Kategorien (Bücher für die Altersgruppen 10 bis 12 Jahre und 13+) vergeben. 2022 wurde neben der Ulme Unke national zwei zusätzliche Preise Ulmer Unke international in den beiden Alterskategorien vergeben.
Organisiert wird die Verleihung der Ulmer Unke vom Stadtjugendring Ulm e. V. in Kooperation mit dem lokalen Buchhandel. Verliehen wird der Preis in der Regel Anfang Dezember im Rahmen der Ulmer Kinder- und Jugendbuchmesse KIBUM. Die Jury besteht inzwischen aus jeweils mehr als 100 Kindern und Jugendlichen (2017: 180 Jurymitglieder) ungefähr zwischen 10 und 14 Jahren, die jeweils rund 50 neue Bücher lesen, kommentieren und nach einem Punktesystem bewerten. Die Gewinner des Preises erhalten jeweils eine Urkunde und einen kleinen Pokal. Die bestplatzierten Bücher werden in einer farbigen Broschüre der Öffentlichkeit vorgestellt.
Das Logo des Preises ist eine stilisierte hellgrüne Unke mit runder Brille, die ein orangefarbenes Buch liest.
2015 wurde zum zehnjährigen Jubiläum aus den Gewinnerbüchern der ersten zehn Jahre eine „Goldene Unke“ verliehen. Gewonnen hat Erebos von Ursula Poznanski.
2017 wurde der Stadtjugendring Ulm e. V. für die Ulmer Unke auf der Shortlist des Deutschen Lesepreises der Stiftung Lesen in der Kategorie „Herausragendes kommunales Engagement“ genannt.
Für 2025 ist geplant, zum 20. Geburtstag der Ulmer Unke neben der bekannten Unke für Kinder und Jugendliche in den Kategorien 10–12 und 13+ eine zusätzliche „Unke Ü18“ für Erwachsene zu vergeben. Außerdem wird wieder eine „Goldene Unke“ aus den Gewinnerbüchern der letzten 10 Jahre gewählt.

## Preisträger (ab 2013 mit Angabe der Altersgruppe)
- 2005: Gabrielle Zevin: Anderswo[7]
- 2006: Matthew Skelton: Endymion Spring
- 2007: Thomas Fuchs: Unter Freunden[8]
- 2008: Brigitte Blobel: Zwischen Bagdad und Nirgendwo[9]
- 2009: Sally Nicholls: Wie man unsterblich wird[10]
- 2010: Ursula Poznanski: Erebos[11]
- 2011: Pittacus Lore (=James Frey&Jobie Hughes): Ich bin Nummer Vier[12][13]
- 2012: Kat Falls: Das Leuchten
- 2013: Nina Weger: Ein Krokodil taucht ab (10–12)[14]
- 2013: Rainer Wekwerth: Das Labyrinth erwacht (12–14)[15]
- 2014: Garth Nix: Trouble Twister (10–12)
- 2014: Christine Fehér: Dann mach ich eben Schluss (12–14)
- 2015: Kate Saunders: Die genial gefährliche Unsterblichkeitsschokolade (10–12)[16]
- 2015: Lauren Miller: Eden Academy (12–14)[16]
- 2016: Janet Foxley: Victoria Street No. 17 – Das Geheimnis der Schildkröte (10–12)
- 2016: Nicole Gozdek: Die Magie der Namen (12–14)
- 2017: Valija Zinck: Penelop und der funkenrote Zauber (10–12)
- 2017: Ursula Poznanski: Elanus (13+)
- 2018: Anna Ruhe: Die Duftapotheke (10–12)[17]
- 2018: Kerstin Gier: Wolkenschloss (13+)[18]
- 2018: Kelly Barnhill: Das Mädchen, das den Mond trank (Sonderpreis)[18]
- 2019: Ali Sparkes: Fox Runner. Die Macht der Verwandlung (10–12)[19]
- 2019: Davide Morosinotto: Verloren in Eis und Schnee (13+)[20]
- 2020: Andreas Schlüter:  Young Agents: Operation »Boss« (10–12)[21]
- 2020: Anna Benning: Vortex. Der Tag, an dem die Welt zerriss (13+)[21]
- 2021: Maria Kuzniar: Aleja und die Piratinnen. Das Schattenschiff (10–12)[22]
- 2021: Thomas Thiemeyer: WorldRunner. Die Jäger (13+)[22]
- 2022: Silke Schellhammer: School of Talents – erste Stunde: tierisch laut! (10–12, national)[23]
- 2022: Amanda Food: Wilder Reich. Eine schicksalhafte Prüfung (10–12, international)[24]
- 2022: Ursula Poznanski: Shelter (13+, national)[25]
- 2022: Karen M. McManus: You will be the death of me (13+, international)[26]
- 2023: Antonia Michaelis: Die Bucht des blauen Oktopus (10–12)[27]
- 2023: Anna Benning: Dark Sigils – was die Magie verlangt (13+)[28]
- 2024: Francesca Peluso: Stardust Academy – Hüter der Sterne (10–12)[29]
- 2024: Sue Lynn Tan: Die Tochter der Mondgöttin (13+, punktgleich)[29]
- 2024: Kayvion Lewis: Thieves Gambit – wer alles gewinnen will, muss alles riskieren (13+, punktgleich)[29]